# Within (The X-Files)
«Within» es el primer episodio de la octava temporada de la serie de televisión de ciencia ficción The X-Files. El episodio se emitió por primera vez en los Estados Unidos el 5 de noviembre de 2000, en la cadena Fox. Fue escrito por el productor ejecutivo y creador de la serie Chris Carter, y dirigido por Kim Manners. El episodio obtuvo una calificación Nielsen de 9,5 y fue visto por 15,87 millones de espectadores, lo que supone un ligero aumento con respecto al final de la temporada anterior «Requiem». «Within» fue muy bien recibido por los críticos, aunque algunos fanáticos se sintieron distanciados por la incorporación de Robert Patrick al reparto.
La serie se centra en los agentes especiales del FBI Fox Mulder (David Duchovny) y Dana Scully (Gillian Anderson) que trabajan en casos relacionados con lo paranormal, llamados expedientes X. En este episodio -continuando con el final de la séptima temporada «Requiem» cuando Mulder fue abducido por extraterrestres que planean colonizar la Tierra- se organiza un grupo de trabajo del FBI para buscar a Mulder pero Scully sospecha del líder del grupo de trabajo, el agente especial John Doggett (Patrick) y en su lugar elige buscar a su compañero perdido con Walter Skinner (Mitch Pileggi). Scully y Skinner viajan a Arizona, solo para ser seguidos por el grupo de trabajo de Doggett. Allí encuentran a Gibson Praise (Jeff Gulka) y a alguien que creen que puede ser Mulder. 
«Within» fue un hito en la historia de la serie. Introdujo varios cambios de personajes nuevos para la temporada, incluyendo la salida de Mulder y la inclusión de Doggett como protagonista del reparto. El episodio fue escrito como una forma de explicar la ausencia de Mulder y apaciguar a los fanáticos que de otra forma lamentarían la pérdida de Duchovny. «Within» también marcó el primer cambio importante en los créditos de apertura desde que comenzó el programa, con nuevas imágenes y fotos actualizadas para David Duchovny y Gillian Anderson, y la adición de Robert Patrick. «Within» ha sido analizado debido a sus temas de muerte y resurrección. Además, los experimentos realizados en Mulder después de su abducción han sido comparados temáticamente con la crucifixión de Jesús.

## Argumento
Dana Scully (Gillian Anderson) ha estado profundamente angustiada desde que Fox Mulder (David Duchovny) fue abducido por extraterrestres. Una mañana, llega a la oficina de su compañero para encontrarse con que está siendo buscado por agentes del FBI. Posteriormente, Scully se entera de que el recién ascendido subdirector de la Oficina, Alvin Kersh (James Pickens Jr.), ha iniciado una cacería humana en busca de Mulder. La investigación está siendo dirigida por un agente especial del FBI llamado John Doggett (Robert Patrick). Scully y Walter Skinner (Mitch Pileggi) son llevados a la oficina de campo del grupo de trabajo para ser interrogados, a pesar de las protestas de que ellos mismos serían los más calificados para dirigir la cacería humana. Mientras Skinner es interrogado, Scully es abordada por una persona anónima que comienza a preguntarle sobre Mulder. Cuando Scully descubre que él es en realidad Doggett, le echa agua a la cara y se va. Durante el episodio, hay varias visiones de Mulder siendo torturado dentro de la nave espacial.
En su apartamento, Scully revisa los antecedentes de Doggett en su computadora, conociendo sus antecedentes como exdetective de la policía de Nueva York. Se siente mal y deja la computadora, y más tarde llama a su madre, Margaret (Sheila Larken). Cuando se da cuenta de que su teléfono está intervenido, mira por la ventana para ver si hay alguien fuera. Llama enojada a Doggett para protestar porque  ha intervenido sus conversaciones telefónicas, lo cual parece sorprenderle. Se da cuenta de que hay un hombre misterioso y corre al pasillo para perseguirlo, pero se encuentra con su casero, el Sr. Coeben, quien le dice que ha visto a Mulder.
Mientras tanto, Skinner visita a los pistoleros solitarios, que están monitoreando la actividad ovni en los Estados Unidos con la esperanza de rastrear a Mulder. Skinner descubre más tarde que alguien ha utilizado el pase del FBI de Mulder para acceder a los expedientes X y que el grupo de trabajo del FBI lo considera el principal sospechoso. Mientras tanto, Doggett ha reunido suficientes pruebas para rastrear el paradero de Mulder antes de su supuesta abducción, descubriendo que Mulder se estaba muriendo y tenía su nombre grabado en la lápida de su familia con la fecha de su muerte en el año 2000. Más tarde, los pistoleros solitarios encuentran pruebas de alta actividad de ovnis en Clifton, Arizona. Simultáneamente, Doggett recibe información sobre Gibson Praise (Jeff Gulka) cuando alguien desliza información bajo su puerta.
Scully y Skinner se van a Arizona sin dar ninguna información a Doggett. Al mismo tiempo, Doggett cree que para encontrar a Mulder primero deben encontrar el paradero de Praise. Lo localizan en Flemingtown, Arizona, en una escuela remota para sordos. Para cuando llega el grupo de trabajo de Doggett, ya ha escapado por una ventana y se va a la cima de una colina desierta con otra persona: Mulder.

## Producción

### Reparto y desarrollo

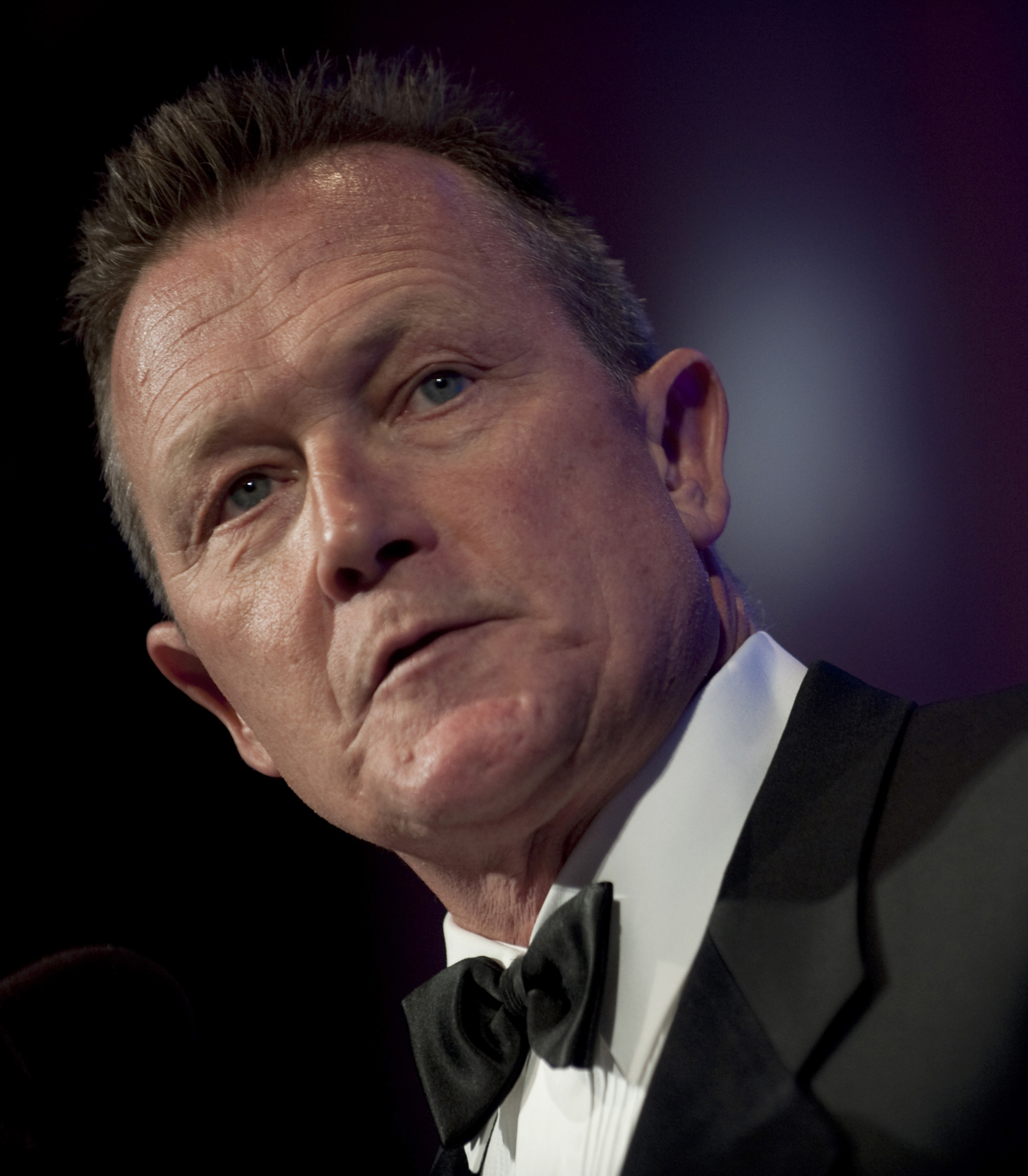
Robert Patrick hizo su primera aparición con «Within».

La séptima temporada fue un momento de cierre para The X-Files. Se retiraron varios personajes dentro del programa, incluidos el fumador (William B. Davis) y la madre de Mulder (Rebecca Toolan), y se resolvieron varios hilos de la trama, incluido el destino de la hermana de Fox Mulder, Samantha. Después de resolver su disputa contractual, Duchovny renunció a participar a tiempo completo en el programa después de la séptima temporada, contribuyendo a la incertidumbre sobre la probabilidad de una octava temporada. Carter y la mayoría de los fanáticos sintieron que el programa estaba en su punto final natural con la partida de Duchovny, y Carter escribió «Requiem», el episodio final de la séptima temporada, como posible final de la serie. Pero dado que todavía había interés de la cadena Fox en hacer una octava temporada, Carter también buscó construir el final de tal manera que pudiera pasar a otra temporada. Sin embargo, a los productores les resultó difícil escribir de manera convincente el personaje de Duchovny fuera del guion y explicar la ausencia de Mulder en los episodios de la siguiente temporada. Finalmente, se decidió que el personaje de Mulder sería abducido por extraterrestres en «Requiem», dejándolo abierto para el regreso del actor en 11 episodios el año siguiente.
Cuando se dio luz verde a una octava temporada, Carter introdujo un nuevo personaje central para reemplazar a Mulder: John Doggett. Más de 100 actores audicionaron para el papel, incluidos Lou Diamond Phillips, Hart Bochner y Bruce Campbell. En particular, Campbell, tras su implicación con el episodio de la sexta temporada «Terms of Endearment», fue considerado, pero, debido a una obligación contractual, no pudo realizar ningún trabajo durante el rodaje de su serie Jack of All Trades. Sobre la posibilidad de ser elegido para el papel de la serie regular, Campbell reflexionó: «Había trabajado en un episodio anterior de X-Files, y creo que me recordaron de eso. Fue agradable estar involucrado en eso, incluso si no lo entiendes, es bueno pasar el rato en esa fiesta». Más tarde, en la autobiografía satírica de Campbell Make Love! The Bruce Campbell Way (2005), bromeó diciendo que Patrick «lo sacó del papel». Al final, los productores finalmente eligieron a Robert Patrick. Según se informa, Patrick fue elegido debido a su papel en Terminator 2: Judgment Day (1991), ya que Fox creía que atraería a hombres de 18 a 35 años al programa. De hecho, los ejecutivos de Fox informaron un aumento general del 10 por ciento en este grupo demográfico, únicamente debido al rol de Patrick.

### Escritura y rodaje
Carter se inspiró para escribir la escena en la que Scully salpica agua en la cara de Doggett, ya que sabía que Patrick se enfrentaría a la oposición de algunos miembros de la comunidad de fanáticos. La escena fue incluso la primera que se filmó, con el fin de presentar realmente a Patrick a la serie. Después de la conclusión de The X-Files en 2002, Patrick comentó que esta parte del episodio había sido su escena favorita de la serie y admitió que no podía pensar en una mejor manera de presentar a su personaje. Tom Braidwood, quien aparece en este episodio como un personaje recurrente de larga duración, Frohike, de manera similar comentó que el primer encuentro de Doggett y Scully fue una de sus escenas favoritas de toda la serie. Tanto Robert Patrick como el director de este episodio, Kim Manners, sintieron que era la manera perfecta de presentar a John Doggett, y que Patrick inyectó una nueva «sensación de energía» en el programa, ya que básicamente usó los mismos personajes durante los primeros siete años.
Debido a que el guion del episodio no especifica la identidad de la persona que desliza un archivo sobre Gibson Praise debajo de la puerta de Doggett, Kim Manners luego tuvo que preguntar a los escritores quién era el misterioso visitante; Chris Carter y Frank Spotnitz le dijeron al director que la persona invisible era en realidad Kersh. Robert Patrick hizo la misma pregunta a Manners, pero el director, que aún no estaba seguro de la respuesta y esperaba no parecer tonto, nunca le dio una respuesta al actor. Patrick pensó que la razón por la que Manners estaba siendo deliberadamente reservado era que el director quería que Patrick todavía «estuviera maravillado» en cuanto a la identidad del visitante misterioso, ayudando así a su actuación. En el comentario de audio para «Within», Manners se burló de Patrick diciéndole que la razón por la que no había respondido la pregunta era que no le agradaba Patrick en ese momento. Las acciones de Kersh se revelan y explican más tarde en el estreno de la novena temporada «Nothing Important Happened Today».
En el comentario del episodio, Patrick reveló que estaba «nervioso» por el rodaje del episodio, ya que era un gran fanático de The X-Files antes de convertirse en parte de su elenco. Antes de filmar el episodio, Carter le recordó a Patrick varias veces que tenía que estar en «buena forma». La mayor parte del episodio, como el resto de las temporadas seis, siete, ocho y nueve, se filmó en el área de Los Ángeles, California y sus alrededores. El final del episodio, así como la mayor parte del siguiente «Without» se filmaron en Split Mountain en el Parque Estatal del Desierto Anza-Borrego. Según el productor Paul Rabwin, una «ola de calor increíble» golpeó el área durante el rodaje, lo que resultó en unas condiciones de filmación terribles. En el desierto, el elenco y el equipo fueron informados de que había una probabilidad de «una entre veinticinco» de que alguien fuera mordido por una serpiente de cascabel. Pileggi luego bromeó diciendo que durante el rodaje de sus escenas todo en lo que podía pensar era en tropezar con una serpiente. Jim Engh, miembro del equipo de producción de The X-Files, murió durante el rodaje de este episodio por electrocución, un accidente que hirió a otros seis miembros del equipo. Este episodio fue dedicado en su memoria.
La secuencia visual de apertura original del programa se hizo en 1993 para la primera temporada y se mantuvo sin cambios hasta «Within». Luego, la secuencia de apertura se modificó para incluir nuevas imágenes, fotos actualizadas de la insignia del FBI para Duchovny y Anderson, así como la incorporación de Patrick al elenco principal. (Duchovny solo aparecería en los créditos iniciales cuando apareciera en un episodio). La apertura también contiene imágenes que aluden al embarazo de Scully y, según Frank Spotnitz , muestran una explicación «abstracta» de la ausencia de Mulder, con él cayendo en un ojo.

## Temas

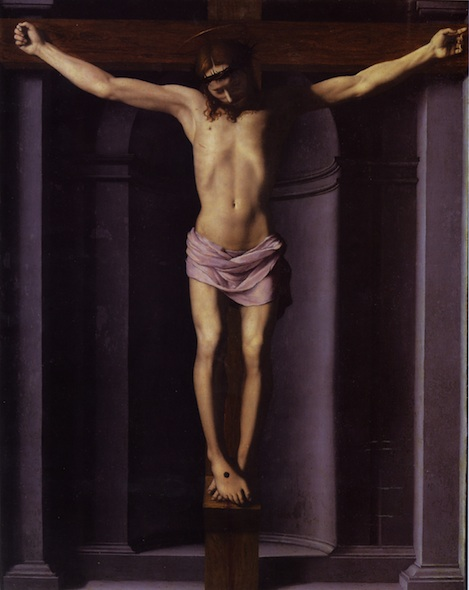
Los experimentos realizados en Mulder después de su abducción han sido comparados con la Crucifixión de Jesús.

Cuando The X-Files entró en su octava temporada, «la resurrección y salvación humanas», así como «la enfermedad, el sufrimiento y la curación» se convirtieron en un enfoque cada vez más central del programa. «Within», junto con varios otros episodios durante la octava temporada del programa, sería el primero en explorar temas de nacimiento, muerte y resurrección. El subtema del nacimiento surgió por primera vez en este episodio durante el sueño inicial de Scully de un Mulder abducido, que «invoca fuertes imágenes de nacimiento del saco amniótico y los fluidos». Luego, más adelante en el episodio, los temas de la muerte y la resurrección se tocan cuando a Scully se le muestra la lápida de Mulder. Este arco continuaría en «The Gift», donde se explora la enfermedad cerebral inoperable de Mulder y la resurrección de John Doggett. En «Deadalive», el tema reaparece con toda su fuerza: Billy Miles es encontrado muerto pero resucita, Mulder es enterrado durante tres meses y luego es devuelto a la vida. Este subtema continuaría hasta bien entrada la novena temporada, en entradas como «Audrey Pauley».
El episodio es uno de los muchos que presenta a Mulder como una figura parecida a la de Cristo. Estas comparaciones se insertaron por primera vez a propósito durante el episodio de la séptima temporada «The Sixth Extinction II: Amor Fati», en el que Mulder se coloca en una mesa en forma de cruz, símbolo de la cruz de madera en la que Jesús fue clavado. Michelle Bush, en su libro Myth-X señala que las escenas de tortura de Mulder en «Within» se parecen a la Crucifixión de Jesús. Ella argumenta que las barras de metal que perforan sus muñecas y tobillos son similares a los clavos que sujetaban a Jesús, las correas de metal incrustadas en su cabeza son similares a la Corona de espinas, y que su vivisección recuerda la herida hecha por la lanza sagrada. Además, Bush compara la «horrible muerte de Jesús para resucitar» con la abducción, la muerte y la resurrección de Mulder más adelante en «Deadalive», que haría más alusiones a la naturaleza cristiana de Mulder.

## Recepción

### Audiencia
«Within» se emitió por primera vez en Fox el 5 de noviembre de 2000. El episodio obtuvo una calificación Nielsen de 9,5, lo que significa que fue visto por el 9,5% de los hogares estimados de la nación. El episodio fue visto por 9,58 millones de hogares y 15,87 millones de espectadores. El episodio marcó una disminución del 11% desde el primer episodio de la séptima temporada, «The Sixth Extinction», pero un ligero aumento sobre el final de la séptima temporada «Requiem», que fue visto por 15,26 millones de espectadores. Tan pronto como se completaron «Within» y «Without», Carter los proyectó en la Academia de Artes y Ciencias de la Televisión. Los dos fueron reproducidos uno tras otro «como un largometraje», según Patrick. Fox promovió el episodio con el lema «El nuevo caso es una persecución. El nuevo agente es un misterio. El nuevo expediente X es Mulder». El episodio se incluyó más tarde en The X-Files Mythology, Volume 3 - Colonization, una colección de DVD que contiene episodios relacionados con los planes de los colonizadores extraterrestres para apoderarse de la tierra.

### Reseñas
En general, el episodio recibió críticas positivas de los críticos. Jessica Morgan de Television Without Pity le dio al episodio una rara «A+». El episodio siguiente, «Without», también recibiría una segunda «A+», lo que los convierte en los únicos dos episodios de The X-Files en recibir la prestigiosa calificación del sitio. El crítico de Entertainment Weekly, Ken Tucker, le dio al episodio una crítica muy positiva y le otorgó una A-. Dijo que la interpretación de Patrick de Doggett era «un estado de alerta duro», dando críticas en su mayoría positivas sobre su inclusión. Además, señaló que Anderson promulgó todas «sus náuseas» en este episodio y su sucesor, «Without». Tom Janulewicz de Space.com también reaccionó positivamente hacia el episodio, disfrutando de la idea de convertir al personaje de Skinner en un «verdadero» creyente. Paula Vitaris de Cinefantastique le dio al episodio una crítica más variada y le otorgó dos estrellas de cuatro. Vitaris criticó tanto el alargamiento antinatural del embarazo de Scully como los destellos de Mulder que se muestran, calificando a ambos como «poco más que palabrería».
Robert Shearman y Lars Pearson, en su libro Wanting to Believe: A Critical Guide to The X-Files, Millennium & The Lone Gunmen, calificaron el episodio con cuatro estrellas de cinco. Los dos escribieron que «el episodio canta cuando reinventa lo viejo e introduce lo nuevo». Sin embargo, Shearman y Pearson criticaron el regreso de Gibson Praise, señalando que «el regreso de Gibson Praise casi descarrila el episodio por completo [...] él solo logra hacer un episodio que parecía estar dando a The X-Files un nuevo comienzo audaz que se siente como si estuviera a punto de ofrecer más del mismo títere de siempre». Tom Kessenich, en su libro Examinations escribió una reseña moderadamente positiva del episodio. Señaló: «En muchos sentidos, “Within” nos recordó por qué sintonizamos The X-Files todas las semanas. Sin embargo, también nos recordó por qué el camino por delante será difícil. Puede que Fox Mulder se haya ido, pero nunca lo olvidaremos. O lo reemplazaremos».
Zack Handlen de The A.V. Club escribió que tanto «Within» como «Without» forman «una excelente manera de retomar después del final de suspenso de la temporada anterior» y que «el par de episodios [...] funcionan bien como introducción al nuevo statu quo narrativo». Le otorgó a ambas obras una «B+» y elogió la caracterización de Doggett, escribiendo que «Robert Patrick aporta una energía carismática distinta al papel». Sin embargo, fue un poco crítico de algunas de las características del episodio, como el «tropo» de Scully siendo triste o «melancolía melodramática y monólogos sobrecalentados».
Algunos fanáticos, sin embargo, criticaron la introducción de Doggett; alegando que el personaje había sido creado intencionalmente para reemplazar a Mulder. Carter respondió a esto en una entrevista con National Public Radio (NPR) diciendo: «Lo que aporta es un enfoque diferente a The X-Files. En primer lugar, es un escéptico instintivo, por lo que no podría ser más diferente que el personaje de Mulder. Es un miembro del FBI, muy querido, tiene amigos. Mulder, por supuesto, ha sido desterrado al sótano junto con todos sus expedientes X. Así que cuando se reunió con la Agente Scully, quien se ha convertido en algo de un creyente reacio, la dinámica del programa cambia por completo».